# Antiochia fejedelmeinek listája

Antiochia, 1135.

Keresztes államok – 1260 körül

Az alábbi táblázatban az Antiochiai Fejedelemség uralkodói, fejedelmei láthatók. Az Antiochia elfoglalásával, 1098. június 3-án alapított keresztes állam közel kétszáz éven keresztül létezett, nagyrészt a mai Szíria területén. Az iszlám támadások sorát kellett túlélnie a fejedelmeknek, akik a fejedelemség fennállása során többször kerültek hűbéresi viszonyba, általában Bizánccal vagy a Jeruzsálemi Királysággal.

Az alábbiakban a közel-keleti fejedelemség uralkodóinak névsora áll:
| N                  | Portré vagy pénzérme | Uralkodó                                                           | Uralkodott                   | Megjegyzés |
| ------------------ | -------------------- | ------------------------------------------------------------------ | ---------------------------- | --- |
| [1.]               |                      | I. Tarantói Bohemund * 1058 † 1111. március 17. (53 évesen)        | 1098–1111 (13 évig)          | A keresztes seregek élén az ő vezetésével sikerült bevenni Antiochia erődjét. A bizánci seregek visszavonulása miatt Bohemund úgy döntött, nem fogad hűbéresküt I. Alexiosz császárnak. Ezzel létrehozta a független Antiochiai Fejedelemséget. |
| –                  |                      | Galileai Tankréd * 1076 † 1112. december 12. (36 évesen)           | (1100–1103 1105–1112) régens | I. Bohemund unokaöccse, Galilea fejedelme is, aki régensként uralkodott az antiochiai keresztes államon, ugyanis Bohemund rabságba esett. |
| –                  | –                    | Salernói Roger † 1119. június 28.                                  | (1112–1119) régens           | I. Bohamund unokatestvérének a fia. Régensként uralkodott. |
| –                  |                      | Jeruzsálemi Balduin † 1131. augusztus 21.                          | (1119–1126 1130–1131) régens | II. Bohemund apósa. Balduin Jeruzsálem királya is volt, aki régensként uralta a fejedelemséget. |
| [2.]               |                      | II. Bohemund * 1108 † 1131. február 5. (22 évesen)                 | 1111–1130 (19 évig)          | I. Bohemund fia. |
| [3.]               | –                    | Konstancia * 1127 † 1163 (37 évesen)                               | 1130–1163 (33 évig)          | II. Bohemund leánya. Uralkodása alatt mindvégig régensek felügyelték: anyja, anyai nagyapja, illetve sógora, Fulkó jeruzsálemi király. |
| [4.]               |                      | Anjou Fulkó * 1089/1092 körül † 1143. november 13. (51–54 évesen)  | (1131–1136) régens           | II. Bohemund sógora. Konstancia mellett régensként uralkodott. Jeruzsálem királya is. |
| [5.]               |                      | Poitiers-i Rajmund * 1115 körül † 1149. június 29. (kb. 34 évesen) | 1136–1149 (13 évig)          | Házasság révén szerezte meg az antiochiai trónt. Konstancia férje. |
| [6.]               | –                    | Châtillon Rajnald * 1124 körül † 1187. július 4. (kb. 63 évesen)   | 1153–1160 (6 évig)           | Rajmund halála után Konstancia második férjeként foglalhatta el a trónt. |
| [7.]               |                      | III. Dadogó Bohemund * 1144 † 1201 (57 évesen)                     | 1163–1201 (37 évig)          | Konstancia és Poitiers-i Rajmund fia. |
| [8.]               |                      | IV. Egyszemű Bohemund * 1172 † 1233 márciusa (61 évesen)           | 1201–1216 (15 évig)          | III. Bohemund fia. |
| [9.]               | –                    | I. Rupen Rajmund * 1199 † 1221/1222 (22–23 évesen)                 | 1216–1219 (3 évig)           | IV. Bohemund unokaöccse. |
| [8.]               |                      | IV. Egyszemű Bohemund (2x)                                         | 1219–1233 (14 évig)          | Másodjára a trónon. |
| [10.]              |                      | V. Bohemund * 1199 † 1252 januárja (53 évesen)                     | 1233–1252 (19 évig)          | IV. Bohemund fia. |
| [11.]              |                      | VI. Szép Bohemund * 1237 † 1275. március 11. (38 évesen)           | 1252–1275 (23 évig)          | V. Bohemund fia. Tripolisz grófja is volt. 1268-ban az egyiptomiak elfoglalták tőle Antiochiát és Észak-Szíriát is. Ezzel megszűnt az Antiochiai Fejedelemség. A címet azonban megtartotta, és utódai is felvették.                             |
| Névleges uralkodók |                      |                                                                    |                              | |
| [12.]              |                      | VII. Bohemund * 1261 körül † 1287. október 19. (kb. 26 évesen)     | 1275–1287 (12 évig)          | VI. Bohemund fia. Névleges fejedelem. Kiskorúsága idején az anyja, Szibilla fejedelemné uralkodott helyette. |
| [13.]              |                      | I. Lúcia * 1265 körül † 1299 júniusa (kb. 34 évesen)               | 1287–1289 (2 évig)           | VI. Bohemund leánya. Névleges fejedelem férjével, Narjot de Toucyval. |